# Карън Ченс
Карън Ченс (на английски: Karen Chance) е американска писателка на произведения в жанра фентъзи.

## Биография и творчество
Карън Ченс е родена в Орландо, Флорида, САЩ. Отраства в родния си град. Живее във Франция, Великобритания, Хонконг и Ню Орлиънс. Завършва и преподава история, включително две години в Хонконг. Посвещава се на писателската си кариера от 2008 г.
Първият ѝ роман „Докосни мрака“ от поредицата „Каси Палмър“ е издаден през 2006 г. Във вампирската сага главната героиня Касандра Палмър има способностите да вижда бъдещето и да общува с духове таланти, което я прави привлекателна и за мъртвите, и за немъртвите. Призраците не я плашат, но някои немъртви вампири я ужасяват. Заради вампирката Мафиосо се обръща към вампирския сенат за защита, но един от членовете се оказва опасен и съблазнителен майстор вампир. Романът става бестселър на „Ню Йорк Таймс“ и я прави известна.
Във втората ѝ вампирска сага – „Дорина Басараб“ от 2008 г. – главната героиня е получовек, полувампир, която заедно с майстора вампир Луи Чезаре има задачата да върне Дракула в тъмницата, където е заточен. Част от героите от първия роман се завръщат във втория.
Карън Ченс живее със семейството си във Флорида.

## Произведения

### Поредица „Каси Палмър“ (Cassie Palmer)
- Touch the Dark (2006)
Докосни мрака, любителски превод
- Claimed By Shadow (2007)
Призована от сенките, любителски превод
- Embrace the Night (2008)
Прегърни нощта, любителски превод
- Curse the Dawn (2009)
- Masks (2014)
- Skin Deep (2019)
- Hunt the Moon (2011)
- Tempt the Stars (2013)
- Reap the Wind (2014)
- Ride the Storm (2017)
- Brave the Tempest (2019)
- Shatter the Earth (2020)

### Поредица „Дорина Басараб“ (Dorina Basarab)
1. Zombie's Bite (2015)
2. Buying Trouble (2008)
3. Midnight's Daughter (2008)
4. Death's Mistress (2009)
5. Fury's Kiss (2012)
6. Lover's Knot (2017)
7. Shadow's Bane (2018)
8. Dragon's Claw (2018)
9. In Vino Veritas в „Chicks Kick Butt“ (2011)